# Bob-Weltcup 1995/96
Der Bob-Weltcup 1995/96 begann für die Frauen am 2. Dezember 1996 im kanadischen Calgary und für die Männer am 25. November 1995 im norwegischen Lillehammer. Die Frauen sollten die sogenannte World Series Tour  nach drei Stationen am 17. Februar 1996 in St. Moritz beenden. Nach schweren Stürzen am Vortag, bei dem nur ein Lauf in die Wertung kam, wurde aber der sechste und letzte Wettbewerb abgesagt. Die Männer trugen bis zum 28. Januar 1996 insgesamt sechs Weltcuprennen aus.
Der Höhepunkt der Saison waren die Weltmeisterschaften im kanadischen Calgary auf der Olympiabahn von 1988.

## Einzelergebnisse der Weltcupsaison 1995/96

### Weltcupkalender der Frauenwettbewerbe
| # | Datum            | Land        | Ort        | Wettkampfstätte                         |
| - | ---------------- | ----------- | ---------- | --------------------------------------- |
| 1 | 2. Dezember 1995 | Kanada      | Calgary    | Calgary’s WinSport Bobsleigh/Luge Track |
| 2 | 3. Dezember 1995 | Kanada      | Calgary    | Calgary’s WinSport Bobsleigh/Luge Track |
| 3 | 3. Februar 1996  | Deutschland | Winterberg | Veltins-Eisarena                        |
| 4 | 4. Februar 1996  | Deutschland | Winterberg | Veltins-Eisarena                        |
| 5 | 16. Februar 1996 | Schweiz     | St. Moritz | Olympia Bob Run St. Moritz–Celerina     |
| 6 | 17. Februar 1996 | Schweiz     | St. Moritz | Olympia Bob Run St. Moritz–Celerina     |

### Weltcupergebnisse der Frauenwettbewerbe
| 1. Weltcup in Calgary, 2. Dezember 1995 | 1. Weltcup in Calgary, 2. Dezember 1995 | 1. Weltcup in Calgary, 2. Dezember 1995 | 1. Weltcup in Calgary, 2. Dezember 1995 | 1. Weltcup in Calgary, 2. Dezember 1995 |
| --------------------------------------- | --------------------------------------- | --------------------------------------- | --------------------------------------- | --------------------------------------- |
| Disziplin                               | Erster Platz                            | Zweiter Platz                           | Dritter Platz                           |                                         |
| Zweierbob                               | Caroline Burdet Katharina Sutter        | Heike Storch Iris Waikinat              | Michelle Coy Cheryl Done                |                                         |

| 2. Weltcup in Calgary, 3. Dezember 1995 | 2. Weltcup in Calgary, 3. Dezember 1995 | 2. Weltcup in Calgary, 3. Dezember 1995 | 2. Weltcup in Calgary, 3. Dezember 1995 | 2. Weltcup in Calgary, 3. Dezember 1995 |
| --------------------------------------- | --------------------------------------- | --------------------------------------- | --------------------------------------- | --------------------------------------- |
| Disziplin                               | Erster Platz                            | Zweiter Platz                           | Dritter Platz                           |                                         |
| Zweierbob                               | Caroline Burdet Katharina Sutter        | Michelle Coy Cheryl Done                | Françoise Burdet Jolanda Bürki          |                                         |

| 3. Weltcup in Winterberg, 3. Februar 1996 | 3. Weltcup in Winterberg, 3. Februar 1996 | 3. Weltcup in Winterberg, 3. Februar 1996 | 3. Weltcup in Winterberg, 3. Februar 1996 | 3. Weltcup in Winterberg, 3. Februar 1996 |
| ----------------------------------------- | ----------------------------------------- | ----------------------------------------- | ----------------------------------------- | ----------------------------------------- |
| Disziplin                                 | Erster Platz                              | Zweiter Platz                             | Dritter Platz                             |                                           |
| Zweierbob                                 | Heike Storch Iris Waikinat                | Caroline Burdet Katharina Sutter          | Michelle Coy Cheryl Done                  |                                           |

| 4. Weltcup in Winterberg, 4. Februar 1996 | 4. Weltcup in Winterberg, 4. Februar 1996 | 4. Weltcup in Winterberg, 4. Februar 1996 | 4. Weltcup in Winterberg, 4. Februar 1996 | 4. Weltcup in Winterberg, 4. Februar 1996 |
| ----------------------------------------- | ----------------------------------------- | ----------------------------------------- | ----------------------------------------- | ----------------------------------------- |
| Disziplin                                 | Erster Platz                              | Zweiter Platz                             | Dritter Platz                             |                                           |
| Zweierbob                                 | Caroline Burdet Katharina Sutter          | Michelle Coy Cheryl Done                  | Heike Storch Iris Waikinat                |                                           |

| 5. Weltcup in St. Moritz, 15. Februar 1996 | 5. Weltcup in St. Moritz, 15. Februar 1996 | 5. Weltcup in St. Moritz, 15. Februar 1996 | 5. Weltcup in St. Moritz, 15. Februar 1996 | 5. Weltcup in St. Moritz, 15. Februar 1996 |
| ------------------------------------------ | ------------------------------------------ | ------------------------------------------ | ------------------------------------------ | ------------------------------------------ |
| Disziplin                                  | Erster Platz                               | Zweiter Platz                              | Dritter Platz                              |                                            |
| Zweierbob                                  | Michelle Coy Cheryl Done                   | Caroline Burdet Katharina Sutter           | Françoise Burdet Jolanda Bürki             |                                            |

| 6. Weltcup in St. Moritz, 17. Februar 1996 | 6. Weltcup in St. Moritz, 17. Februar 1996 | 6. Weltcup in St. Moritz, 17. Februar 1996 | 6. Weltcup in St. Moritz, 17. Februar 1996 | 6. Weltcup in St. Moritz, 17. Februar 1996 |
| ------------------------------------------ | ------------------------------------------ | ------------------------------------------ | ------------------------------------------ | ------------------------------------------ |
| Disziplin                                  | Erster Platz                               | Zweiter Platz                              | Dritter Platz                              |                                            |
| Zweierbob                                  | abgesagt                                   | abgesagt                                   | abgesagt                                   |                                            |

### Weltcupkalender der Männerwettbewerbe
| #  | Datum                            | Land        | Ort               | Wettkampfstätte                         | Anmerkung            |
| -- | -------------------------------- | ----------- | ----------------- | --------------------------------------- | -------------------- |
| 1  | 25. November – 26. November 1995 | Norwegen    | Lillehammer       | Lillehammer Olympiske Bob- og Akebane   |                      |
| 2  | 2. Dezember – 3. Dezember 1995   | Deutschland | Winterberg        | Veltins-Eisarena                        |                      |
| 3  | 9. Dezember – 10. Dezember 1995  | Deutschland | Königssee         | Kunsteisbahn Königssee                  |                      |
| 4  | 15. Dezember – 17. Dezember 1995 | Frankreich  | La Plagne         | Piste de La Plagne                      |                      |
| 5  | 18. Januar – 20. Januar 1996     | Italien     | Cortina d’Ampezzo | Pista olimpica Eugenio Monti            |                      |
| 6  | 27. Januar – 28. Januar 1996     | Schweiz     | St. Moritz        | Olympia Bob Run St. Moritz–Celerina     | gleichzeitig EM 1996 |
| WM | 19. Februar – 24. Februar 1996   | Kanada      | Calgary           | Calgary’s WinSport Bobsleigh/Luge Track |                      |

### Weltcupergebnisse der Männerwettbewerbe
| 1. Weltcup in Lillehammer, 24. November 1995 – 26. November 1995 | 1. Weltcup in Lillehammer, 24. November 1995 – 26. November 1995  | 1. Weltcup in Lillehammer, 24. November 1995 – 26. November 1995         | 1. Weltcup in Lillehammer, 24. November 1995 – 26. November 1995 | 1. Weltcup in Lillehammer, 24. November 1995 – 26. November 1995 |
| ---------------------------------------------------------------- | ----------------------------------------------------------------- | ------------------------------------------------------------------------ | ---------------------------------------------------------------- | ---------------------------------------------------------------- |
| Disziplin                                                        | Erster Platz                                                      | Zweiter Platz                                                            | Dritter Platz                                                    |                                                                  |
| Zweierbob                                                        | Pierre Lueders Jack Pyc                                           | Sepp Dostthaler Thomas Platzer                                           | Christoph Langen Kai-Uwe Kohlert Brian Shimer Randy Jones        |                                                                  |
| Viererbob                                                        | DeutschlandWolfgang Hoppe Ulf Hielscher René Hannemann Sven Peter | DeutschlandDirk Wiese Christoph Bartsch Michael Liekmeier Wolfgang Haupt | KanadaPierre Lueders David MacEachern Jack Pyc Ian Danney        |                                                                  |

| 2. Weltcup in Winterberg, 2. Dezember 1995 – 3. Dezember 1995 | 2. Weltcup in Winterberg, 2. Dezember 1995 – 3. Dezember 1995             | 2. Weltcup in Winterberg, 2. Dezember 1995 – 3. Dezember 1995         | 2. Weltcup in Winterberg, 2. Dezember 1995 – 3. Dezember 1995            | 2. Weltcup in Winterberg, 2. Dezember 1995 – 3. Dezember 1995 |
| ------------------------------------------------------------- | ------------------------------------------------------------------------- | --------------------------------------------------------------------- | ------------------------------------------------------------------------ | ------------------------------------------------------------- |
| Disziplin                                                     | Erster Platz                                                              | Zweiter Platz                                                         | Dritter Platz                                                            |                                                               |
| Zweierbob                                                     | Sepp Dostthaler Thomas Platzer                                            | Christoph Langen Olaf Hampel                                          | Pierre Lueders David MacEachern                                          |                                                               |
| Viererbob                                                     | DeutschlandChristoph Langen Kai-Uwe Kohlert Markus Zimmermann Olaf Hampel | DeutschlandWolfgang Hoppe Ulf Hielscher René Hannemann Carsten Embach | DeutschlandDirk Wiese Christoph Bartsch Michael Liekmeier Wolfgang Haupt |                                                               |

| 3. Weltcup in Königssee, 9. Dezember 1995 – 10. Dezember 1995 | 3. Weltcup in Königssee, 9. Dezember 1995 – 10. Dezember 1995             | 3. Weltcup in Königssee, 9. Dezember 1995 – 10. Dezember 1995         | 3. Weltcup in Königssee, 9. Dezember 1995 – 10. Dezember 1995               | 3. Weltcup in Königssee, 9. Dezember 1995 – 10. Dezember 1995 |
| ------------------------------------------------------------- | ------------------------------------------------------------------------- | --------------------------------------------------------------------- | --------------------------------------------------------------------------- | ------------------------------------------------------------- |
| Disziplin                                                     | Erster Platz                                                              | Zweiter Platz                                                         | Dritter Platz                                                               |                                                               |
| Zweierbob                                                     | Christoph Langen Markus Zimmermann                                        | Sepp Dostthaler Thomas Platzer                                        | Reto Götschi Guido Acklin                                                   |                                                               |
| Viererbob                                                     | DeutschlandChristoph Langen Kai-Uwe Kohlert Markus Zimmermann Olaf Hampel | DeutschlandWolfgang Hoppe Ulf Hielscher René Hannemann Carsten Embach | ÖsterreichHubert Schösser Gerd Habermüller Erwin Arnold Martin Schützenauer |                                                               |

| 4. Weltcup in La Plagne, 15. Dezember 1995 – 17. Dezember 1995 | 4. Weltcup in La Plagne, 15. Dezember 1995 – 17. Dezember 1995      | 4. Weltcup in La Plagne, 15. Dezember 1995 – 17. Dezember 1995        | 4. Weltcup in La Plagne, 15. Dezember 1995 – 17. Dezember 1995                                                              | 4. Weltcup in La Plagne, 15. Dezember 1995 – 17. Dezember 1995 |
| -------------------------------------------------------------- | ------------------------------------------------------------------- | --------------------------------------------------------------------- | --- | -------------------------------------------------------------- |
| Disziplin                                                      | Erster Platz                                                        | Zweiter Platz                                                         | Dritter Platz |                                                                |
| Zweierbob                                                      | Christoph Langen Olaf Hampel                                        | Pierre Lueders David MacEachern                                       | Günther Huber Antonio Tartaglia Jiří Džmura Pavel Polomský                                                                  |                                                                |
| Viererbob                                                      | DeutschlandChristoph Langen Sven Rühr Markus Zimmermann Olaf Hampel | DeutschlandWolfgang Hoppe Ulf Hielscher René Hannemann Carsten Embach | KanadaPierre Lueders David MacEachern Jack Pyc Ian Danney FrankreichBruno Mingeon Andre Michel Emmanuel Hostache Max Robert |                                                                |

| 5. Weltcup in Cortina d’Ampezzo, 18. Januar 1996 – 20. Januar 1996 | 5. Weltcup in Cortina d’Ampezzo, 18. Januar 1996 – 20. Januar 1996 | 5. Weltcup in Cortina d’Ampezzo, 18. Januar 1996 – 20. Januar 1996        | 5. Weltcup in Cortina d’Ampezzo, 18. Januar 1996 – 20. Januar 1996    | 5. Weltcup in Cortina d’Ampezzo, 18. Januar 1996 – 20. Januar 1996 |
| ------------------------------------------------------------------ | ------------------------------------------------------------------ | ------------------------------------------------------------------------- | --------------------------------------------------------------------- | ------------------------------------------------------------------ |
| Disziplin                                                          | Erster Platz                                                       | Zweiter Platz                                                             | Dritter Platz                                                         |                                                                    |
| Zweierbob                                                          | Christoph Langen Olaf Hampel                                       | Günther Huber Antonio Tartaglia                                           | Sepp Dostthaler Thomas Platzer                                        |                                                                    |
| Viererbob                                                          | DeutschlandWolfgang Hoppe Carsten Embach Ulf Hielscher Sven Peter  | DeutschlandChristoph Langen Olaf Hampel Kai-Uwe Kohlert Markus Zimmermann | Vereinigte StaatenBrian Shimer Robert Olesen Jason Dorsey Randy Jones |                                                                    |

| 6. Weltcup und Europameisterschaften in St. Moritz, 27. Januar 1996 – 28. Januar 1996 | 6. Weltcup und Europameisterschaften in St. Moritz, 27. Januar 1996 – 28. Januar 1996 | 6. Weltcup und Europameisterschaften in St. Moritz, 27. Januar 1996 – 28. Januar 1996 | 6. Weltcup und Europameisterschaften in St. Moritz, 27. Januar 1996 – 28. Januar 1996 | 6. Weltcup und Europameisterschaften in St. Moritz, 27. Januar 1996 – 28. Januar 1996 |
| ------------------------------------------------------------------------------------- | ------------------------------------------------------------------------------------- | ------------------------------------------------------------------------------------- | ------------------------------------------------------------------------------------- | ------------------------------------------------------------------------------------- |
| Disziplin                                                                             | Erster Platz                                                                          | Zweiter Platz                                                                         | Dritter Platz                                                                         |                                                                                       |
| Zweierbob                                                                             | Christoph Langen Olaf Hampel                                                          | Pierre Lueders David MacEachern                                                       | Reto Götschi Guido Acklin                                                             |                                                                                       |
| Viererbob                                                                             | DeutschlandChristoph Langen Kai-Uwe Kohlert Markus Zimmermann Olaf Hampel             | DeutschlandWolfgang Hoppe Ulf Hielscher Sven Peter Carsten Embach                     | SchweizMarcel Rohner Markus Wasser Thomas Schreiber Roland Tanner                     |                                                                                       |

| Weltmeisterschaft in Calgary, 19. Februar 1996 – 24. Februar 1996 | Weltmeisterschaft in Calgary, 19. Februar 1996 – 24. Februar 1996   | Weltmeisterschaft in Calgary, 19. Februar 1996 – 24. Februar 1996 | Weltmeisterschaft in Calgary, 19. Februar 1996 – 24. Februar 1996 | Weltmeisterschaft in Calgary, 19. Februar 1996 – 24. Februar 1996 |
| ----------------------------------------------------------------- | ------------------------------------------------------------------- | ----------------------------------------------------------------- | ----------------------------------------------------------------- | ----------------------------------------------------------------- |
| Disziplin                                                         | Erster Platz                                                        | Zweiter Platz                                                     | Dritter Platz                                                     |                                                                   |
| Zweierbob                                                         | Christoph Langen Markus Zimmermann                                  | Pierre Lueders David MacEachern                                   | Reto Götschi Guido Acklin                                         |                                                                   |
| Viererbob                                                         | DeutschlandChristoph Langen Markus Zimmermann Sven Rühr Olaf Hampel | SchweizMarcel Rohner Markus Wasser Thomas Schreiber Roland Tanner | DeutschlandWolfgang Hoppe Torsten Voss Sven Peter Carsten Embach  |                                                                   |

## Weltcupstände

### Gesamtstand im Zweierbob der Frauen
| Rang | Bobpilotin       | Land                   | Punkte |
| ---- | ---------------- | ---------------------- | ------ |
| 1.   | Caroline Burdet  | Schweiz                | 134    |
| 2.   | Michelle Coy     | Vereinigtes Königreich | 126    |
| 3.   | Heike Storch     | Deutschland            | 110    |
| 4.   | Françoise Burdet | Schweiz                | 108    |

### Gesamtstand im Zweierbob der Männer
| Rang | Bobpilot            | Land                    | Punkte |
| ---- | ------------------- | ----------------------- | ------ |
| 01.  | Christoph Langen    | Deutschland             | 210    |
| 02.  | Pierre Lueders      | Kanada                  | 192    |
| 03.  | Sepp Dostthaler     | Deutschland             | 190    |
| 04.  | Günther Huber       | Italien                 | 167    |
| 05.  | Reto Götschi        | Schweiz                 | 164    |
| 06.  | Chris Lori          | Kanada                  | 157    |
| 07.  | Jiří Džmura         | Tschechien              | 146    |
| 08.  | Sandis Prūsis       | Lettland                | 138    |
| 09.  | Hubert Schösser     | Österreich              | 132    |
| 10.  | Brian Shimer        | Vereinigte Staaten      | 121    |
| 11.  | Marcel Rohner       | Schweiz                 | 112    |
| 12.  | Jim Herberich       | Vereinigte Staaten      | 108    |
| 13.  | Bruno Mingeon       | Frankreich              | 90     |
| 14.  | Arnold Huber        | Italien                 | 84     |
| 15.  | Rodzers Lodzins     | Lettland                | 81     |
| 16.  | Tuffield Latour     | Vereinigte Staaten      | 78     |
| 17.  | Sean Olsson         | Vereinigtes Königreich  | 77     |
| 18.  | Kurt Einberger      | Österreich              | 68     |
| 19.  | Mark Tout           | Vereinigtes Königreich  | 63     |
| 20.  | Dominik Scherrer    | Schweiz                 | 59     |
| 21.  | Matthias Benesch    | Deutschland             | 49     |
| 22.  | Eric Alard          | Frankreich              | 48     |
| 23.  | Dieter Kofler       | Italien                 | 47     |
| 24.  | Dirk Wiese          | Deutschland             | 41     |
| 25.  | Toshio Wakita       | Japan                   | 38     |
| 26.  | Wolfgang Hoppe      | Deutschland             | 37     |
| 27.  | Naomi Takewaki      | Japan                   | 29     |
| 28.  | Christian Reich     | Schweiz                 | 28     |
| 29.  | Gilbert Bessi       | Monaco                  | 26     |
| 30.  | Pavel Puskar        | Tschechien              | 24     |
| 31.  | Arnfinn Kristiansen | Norwegen                | 21     |
| 32.  | Hannes Conti        | Österreich              | 16     |
| 33.  | Rob Geurts          | Niederlande             | 14     |
| 34.  | Pavel Chtcheglovski | Russland                | 13     |
| 35.  | Uldis Veliks        | Lettland                | 10     |
| 36.  | Cristian Caldara    | Italien                 | 7      |
| 37.  | Arend Glas          | Niederlande             | 6      |
| 38.  | Tom Samuel          | Kanada                  | 6      |
| 39.  | Reinhold Huber      | Italien                 | 5      |
| 40.  | Michel Vatrican     | Monaco                  | 4      |
| 41.  | Agris Elerts        | Lettland                | 3      |
| 42.  | Nicholas Frankl     | Ungarn                  | 1      |
| 42.  | Stefan Bernhardtz   | Schweden                | 1      |
| 44.  | Dan Silviu Scurtu   | Rumänien                | 0      |
| 44.  | Andreas Neagu       | Rumänien                | 0      |
| 44.  | Nikolai Dimitrov    | Bulgarien               | 0      |
| 44.  | George Kenter       | Niederlande             | 0      |
| 44.  | Zdravko Stojnic     | Bosnien und Herzegowina | 0      |
| 44.  | Albert Grimaldi     | Monaco                  | 0      |
| 44.  | Petr Ramseidl       | Tschechien              | 0      |
| 44.  | Jason Giobbi        | Australien              | 0      |
| 44.  | Duff Gibson         | Kanada                  | 0      |
| 44.  | Kuang-Ming Sun      | Chinesisch Taipeh       | 0      |

### Gesamtstand im Viererbob der Männer
| Rang | Bobpilot            | Land                   | Punkte |
| ---- | ------------------- | ---------------------- | ------ |
| 01.  | Wolfgang Hoppe      | Deutschland            | 208    |
| 02.  | Christoph Langen    | Deutschland            | 206    |
| 03.  | Chris Lori          | Kanada                 | 162    |
| 04.  | Hubert Schösser     | Österreich             | 160    |
| 05.  | Pierre Lueders      | Kanada                 | 156    |
| 06.  | Günther Huber       | Italien                | 145    |
| 07.  | Marcel Rohner       | Schweiz                | 140    |
| 08.  | Sandis Prūsis       | Lettland               | 134    |
| 09.  | Mark Tout           | Vereinigtes Königreich | 128    |
| 10.  | Kurt Einberger      | Österreich             | 127    |
| 11.  | Bruno Mingeon       | Frankreich             | 125    |
| 12.  | Reto Götschi        | Schweiz                | 113    |
| 13.  | Brian Shimer        | Vereinigte Staaten     | 107    |
| 14.  | Sean Olsson         | Vereinigtes Königreich | 82     |
| 15.  | Jiri Dzmura         | Tschechien             | 75     |
| 16.  | Jim Herberich       | Vereinigte Staaten     | 66     |
| 17.  | Dirk Wiese          | Deutschland            | 66     |
| 18.  | Harald Czudaj       | Deutschland            | 64     |
| 19.  | Tuffield Latour     | Vereinigte Staaten     | 62     |
| 20.  | Dominik Scherrer    | Schweiz                | 51     |
| 21.  | Arnold Huber        | Italien                | 47     |
| 22.  | Eric Alard          | Frankreich             | 46     |
| 23.  | Uldis Veliks        | Lettland               | 43     |
| 24.  | Christian Meili     | Schweiz                | 39     |
| 25.  | Naomi Takewaki      | Japan                  | 38     |
| 26.  | Cristian Caldara    | Italien                | 37     |
| 27.  | Dieter Kofler       | Italien                | 36     |
| 28.  | Petr Ramseidl       | Tschechien             | 36     |
| 29.  | Reinhold Huber      | Italien                | 33     |
| 30.  | Arnfinn Kristiansen | Norwegen               | 32     |
| 31.  | Pavel Chtcheglovski | Russland               | 27     |
| 32.  | Toshio Wakita       | Japan                  | 22     |
| 33.  | Matthias Benesch    | Deutschland            | 20     |
| 34.  | Gilbert Bessi       | Monaco                 | 17     |
| 35.  | Hannes Conti        | Österreich             | 13     |
| 36.  | Albert Grimaldi     | Monaco                 | 11     |
| 37.  | Stefan Bernhardtz   | Schweden               | 10     |
| 38.  | Arend Glas          | Niederlande            | 9      |
| 39.  | Paul Neagu          | Rumänien               | 3      |
| 40.  | Kuang-Ming Sun      | Chinesisch Taipeh      | 1      |
| 41.  | George Kenter       | Niederlande            | 0      |
| 41.  | Nicholas Frankl     | Ungarn                 | 0      |

### Gesamtstand in der Kombination der Männer
| Rang | Bobpilot         | Land               | Punkte |
| ---- | ---------------- | ------------------ | ------ |
| 01.  | Christoph Langen | Deutschland        | 416    |
| 02.  | Pierre Lueders   | Kanada             | 348    |
| 03.  | Chris Lori       | Kanada             | 319    |
| 04.  | Günther Huber    | Italien            | 312    |
| 05.  | Hubert Schösser  | Österreich         | 293    |
| 06.  | Reto Götschi     | Schweiz            | 277    |
| 07.  | Sandis Prūsis    | Lettland           | 272    |
| 08.  | Marcel Rohner    | Schweiz            | 252    |
| 09.  | Wolfgang Hoppe   | Deutschland        | 245    |
| 10.  | Brian Shimer     | Vereinigte Staaten | 228    |